# Grzmotomocni: Tajniacy
Grzmotomocni: Tajniacy (ang. The Thundermans: Undercover) – amerykański komediowy serial telewizyjny opracowany przez Jeda Spingarna, Seana W. Cunninghama i Marca Dworkina, będący spin-offem i kontynuacją Grzmotomocnych (2013–2018) i Powrotu Grzmotomocnych (2024). Po raz pierwszy został pokazany 11 stycznia 2025 roku na Nickelodeon w Stanach Zjednoczonych jako sneak peek. Oficjalna premiera odbyła się kilka dni później – 22 stycznia 2025 roku.
Polska premiera serialu miała miejsce 7 kwietnia 2025 roku na Nickelodeon. Stacja na początku pokazała 10 premierowych odcinków, a następnie nastąpiła przerwa w emisji.

## Fabuła
Serial opisuje Phoebe i Maxa, którzy zostają wysłani na tajną misję by uporać się z nowym zagrożeniem w nadmorskim miasteczku Tajne Brzegi i zabierają ze sobą swoją siostrę Chloe, by mogła rozwijać swój superbohaterski talent.
Chloe nawiązuje relacje z dwoma uczniami, który nieświadomi są, że ich koleżanka jest obdarzona supermocami. Prowadzą oni wspólnie śledztwo na temat podejrzanej aktywności w lokalnej szkole. Podczas gdy zagrożenie się zwiększa, trójka Grzmotomocnych musi zostać w miasteczku, zmuszając wiecznie sprzeczające się bliźniaki do przejęcia opieki nad ich młodszą siostrą.

## Obsada
| Aktor                                 | Rola                      | Opis roli | Sezon  |
| Główna                                | Główna                    | Główna | Główna |
| ------------------------------------- | ------------------------- | --- | ------ |
| Kira Kosarin                          | Phoebe Grzmotomocna       | Starsza bliźniaczka Maxa. Jej moce to telekineza, mrożący i ognisty oddech oraz Grzmoto-zmysł                                               | od 1   |
| Jack Griffo                           | Max Grzmotomocny          | Młodszy bliźniak Phoebe. Jego moce to telekineza, mrożący i ognisty oddech oraz Grzmoto-zmysł                                               | od 1   |
| Maya Le Clark                         | Chloe Grzmotomocna        | Młodsza siostra Phoebe i Maxa. Jej moc to teleportacja                                                                                      | od 1   |
| Nathan Broxton                        | Pech                      | Przyjaciel Chloe z Tajnych Brzegów | od 1   |
| Kinley Cunningham                     | Kombucha                  | Przyjaciółka Chloe z Tajnych Brzegów | od 1   |
| Powracająca                           |                           | |        |
| Dana Snyder                           | Doktor Colosso            | Królik, który był kiedyś złoczyńcą. Został zmieniony w królika przez Hanka. Zwierzak Maxa.                                                  | od 1   |
| Daran Norris                          | Grzmotoford               | Wirtualny asystent Maxa, Phoebe i Chloe w ich mieszkaniu                                                                                    | od 1   |
| Gościnni                              |                           | |        |
| Rosa Blasi                            | Barb Grzmotomocna         | Żona Hanka oraz matka Phoebe, Maxa, Billy’ego i Chloe. Jej moce to kontrolowanie światła i błyskawice                                       | od 1   |
| Chris Tallman                         | Hank Grzmotomocny         | Mąż Barb oraz ojciec Phoebe, Maxa, Billy’ego i Chloe. Jego moce to latanie i super siła                                                     | od 1   |
| Diego Velazquez                       | Billy Grzmotomocny        | Brat Phoebe, Maxa i Chloe. Jego moc to superprędkość                                                                                        | od 1   |
| Daniele Gaither                       | Super Prezydentka Kopniak | Przywódczyni Ligii Herosów, do której należą Grzmotomocni                                                                                   | od 1   |
| Helen Hong                            | Pani Olimpia Wong         | Właścicielka Plaskburgera oraz Plaska Nad Morzem                                                                                            | od 1   |
| Audrey Whitby                         | Cherry Seinfield          | Najlepsza przyjaciółka Phoebe, która wciąż ma moc iskrzących palców (zdobytą w Powrocie Grzmotomocnych)                                     | od 1   |
| Kenny Ridwan                          | Gideon                    | Kumpel Maxa. Zakochany w Phoebe | od 1   |
| Jeff Meacham                          | Dyrektor Bradford         | Dyrektor szkoły w Skrytowicach | od 1   |
| Ryan Ochoa                            | Wirus                     | Superzłoczyńca, który chce dołączyć do Ligi Złoczyńców                                                                                      | od 1   |
| Nikolai Witschl (głos: Darin De Paul) | Megamózg                  | Tajemniczy superzłoczyńca, który planuje rozpocząć nowy rozdział Ligi Złoczyńców w Tajnych Brzegach                                         | od 1   |
| Jennifer Spence                       | Dyrektorka Taylor         | Dyrektor szkoły w Tajnych Brzegach | od 1   |
| Katrina Reynolds                      | Adele                     | Matka Pecha | od 1   |
| Toby Berner                           | Randy                     | Ojciec Kombuchy | od 1   |
| Tony Alcantar                         | Ból Głowy                 | Superzłoczyńca, który ubiega się o członkostwo w Lidze Złoczyńców Megamózga. Jego broń wywołuje u każdego efekt zamrożonego mózgu           | od 1   |
| Lilimar Hernandez                     | Kicia Szpon               | Superzłoczyńca-kot i mistrzyni złodziei z gepardzimi mocami, która bierze udział w przesłuchaniu, aby dołączyć do Ligi Złoczyńców Megamózga | od 1   |

## Wersja polska
Wersja polska: na zlecenie Nickelodeon Polska – MASTER FILM

Reżyseria: Agata Gawrońska-Bauman

Tłumaczenie i dialogi: Kamila Klimas

Dźwięk i montaż: Aneta Michalczyk, Urszula Ziarkiewicz

Kierownictwo produkcji: Katarzyna Fijałkowska

Nadzór merytoryczny: Aleksandra Dobrowolska

W polskiej wersji językowej występują:
- Martyna Kowalik – Phoebe
- Jan Cięciara – Max
- Nastazja Bytner – Chloe
- Antonina Domagała – Kombucha
- Maksymilian Zieliński – Pech
- Mirosław Wieprzewski – Doktor Colosso
- Joanna Węgrzynowska – Barb
- Artur Janusiak – Hank
- Mateusz Ceran – Billy

W pozostałych rolach:
- Michał Konarski – Grzmotoford
- Anna Szymańczyk – Super Prezydentka Kopniak
- Małgorzata Boratyńska – Pani Olimpia Wong
- Agata Gawrońska-Bauman – Komputer Grzmotomocnych
- Krzysztof Szczepaniak – Wirus (odc. 1)
- Antonina Żbikowska – Tiff (odc. 1)
- Zuzanna Jaźwińska – Blair (odc. 1)
- Wojciech Chorąży – Profesor (odc. 2)
- Janusz Wituch - Głos z komputera (odc. 1)

Lektor: Marek Ciunel

## Spis odcinków
| Sezon | Sezon | Odcinki | Premierowa emisja | Premierowa emisja | Premierowa emisja | Premierowa emisja |
| Sezon | Sezon | Odcinki | Premiera          | Finał             | Premiera          | Finał             |
| ----- | ----- | ------- | ----------------- | ----------------- | ----------------- | ----------------- |
|       | 1     | 26      | 22 stycznia 2025  | bd.               | 7 kwietnia 2025   | bd.               |

### Sezon 1 (2025)
| 1 | Tajne Brzegi Thundercover                                     | Trevor Kirschner | Jed Spingarn, Sean W. Cunningham, Marc Dworkin | 11 stycznia 2025 (sneak peek) 22 stycznia 2025 | 7 kwietnia 2025  |
| Max i Phoebe zabierają Chloe na sekretną misję do Tajnych Brzegów, by mogła zaznać życia jako zwykłe dziecko. Jednak na horyzoncie pojawia się nowe zagrożenie ze strony superzłoczyńców, a trio zmuszone jest zostać w miasteczku dłużej, niż planowali.     |                                                               |                  |                                                |                                                |                  |
| 2 | Kula energii gamma Faulty Powers                              | Trevor Kirschner | Sean W. Cunningham, Marc Dworkin               | 22 stycznia 2025                               | 8 kwietnia 2025  |
| Po wypadku, który zakłóca moce, rodzeństwo próbuje znaleźć lekarstwo. Max jest przekonany, że rozwiązał problem i pozwala Chloe pójść na imprezę. Jego rozwiązanie ma nieoczekiwane skutki - Chloe zyskuje moce, nad którymi nie umie zapanować.              |                                                               |                  |                                                |                                                |                  |
| 3 | Szkolna maskotka Bummer School                                | Bob Koherr       | Sean W. Cunningham, Marc Dworkin               | 29 stycznia 2025                               | 9 kwietnia 2025  |
| Chloe, Pech i Kombucha tworzą projekt nowej szkolnej maskotki, ale ciągłe kłótnie Maxa i Phoebe niweczą ich wysiłki. Gdy Chloe wybucha złością na rodzeństwo, bliźnięta uświadamiają sobie, że ich sprzeczki mają na nią inny wpływ, odkąd są jej opiekunami. |                                                               |                  |                                                |                                                |                  |
| 4 | Zamienializer The Parent Zap                                  | Trevor Kirschner | Jed Spingarn                                   | 5 lutego 2025                                  | 10 kwietnia 2025 |
| Phoebe i Max pozwalają dzieciakom obejrzeć horror i jeść słodycze. Rodzice Pecha i Kombuchy postanawiają poznać rodziców Grzmotomocnych. Pod nieobecność Hanka i Barb, bliźnięta się pod nich podszywają. Plan działa, aż do powrotu prawdziwych rodziców.    |                                                               |                  |                                                |                                                |                  |
| 5 | Randka Save the Date                                          | Jon Rosenbaum    | Hannah Suria                                   | 12 lutego 2025                                 | 11 kwietnia 2025 |
| Max zakłada się z Phoebe, że dziewczyna nie potrafi przestać być superbohaterką i pójść na zwykłą randkę. Chloe jej pomaga, lecz Max wszystko psuje, podnosząc fałszywy alarm. Nagle zjawia się prawdziwy superzłoczyńca, zagrażając Maxowi i Chloe.          |                                                               |                  |                                                |                                                |                  |
| 6 | Wizyta Cherry Cherry Bad Things                               | Jon Rosenbaum    | Nora Sullivan                                  | 26 lutego 2025                                 | 14 kwietnia 2025 |
| Cherry odwiedza rodzinę Grzmotomocnych, która odkrywa, że dziewczyna wciąż posiada swoje moce. Obiecuje się ich pozbyć, lecz problemy z ich kontrolą wpędzają wszystkich w kłopoty. Tymczasem Max zaprasza Pecha, co budzi zazdrość u Colosso.                |                                                               |                  |                                                |                                                |                  |
| 7 | Kto złapie Kicię Szpon? Not So Fast and Furious               | Wendy Faraone    | Scott Taylor, Wesley Jermaine Johnson          | 5 marca 2025                                   | 15 kwietnia 2025 |
| Nowa superszybka złoczyńczyni sieje spustoszenie w Tajnych Brzegach. Billy jest jedyną nadzieją na jej odnalezienie, jednak jego nadludzka prędkość przypadkowo wywołuje lawinę. Mężczyzna postanawia zakończyć karierę superbohatera.                        |                                                               |                  |                                                |                                                |                  |
| 8 | Tylko dla szpiegów For Your Spies Only                        | Wendy Faraone    | Angela Yarbrough                               | 12 marca 2025                                  | 16 kwietnia 2025 |
| Max i Phoebe idą na wieczór rodzicielsko-nauczycielski, zostawiając Chloe i przyjaciół bez opieki. Pech znajduje Powietrznię i myśląc, że szkołę atakują szpiedzy, sprowadza kłopoty na Grzmotomocnych.                                                       |                                                               |                  |                                                |                                                |                  |
| 9 | Przypływ i uprzedzenie No Friend in Sight                     | Trevor Kirschner | Samantha Martin                                | 19 marca 2025                                  | 17 kwietnia 2025 |
| Chloe, przytłoczona Maxem i Phoebe, namawia ich do znalezienia przyjaciół. Bliźniaki rywalizują o tę samą osobę. Spokój Chloe przerywa pelikan wpadający do salonu.                                                                                           |                                                               |                  |                                                |                                                |                  |
| 10 | Ludzka Słodycz All About Steve                                | Phill Lewis      | Dan Serafin                                    | 26 marca 2025                                  | 18 kwietnia 2025 |
| Billy chce, by jego pomocnik Steve dołączył do G-Mocy, ale okazuje się, że jego jedyną mocą jest robienie pianek. Po odrzuceniu Steve wpada w złość i przysięga zemstę.                                                                                       |                                                               |                  |                                                |                                                |                  |
| 11 | Przypływ Tide and Prejudice                                   | Trevor Kirschner | Sean W. Cunningham, Marc Dworkin               | 2 kwietnia 2025                                | 15 września 2025 |
| Grzmotomocnych odwiedza Przypływ - były bohater Tajnych Brzegów. Gdy dowiaduje się, że to teraz oni są nowymi obrońcami miasta, postanawia odzyskać swoją dawną pozycję, nawet jeśli oznacza to narażenie Pecha i Buczy na niebezpieczeństwo.                 |                                                               |                  |                                                |                                                |                  |
| 12 | Kto wkręca Maksa? Prank You, Next                             | Kira Kosarin     | Chris Tallman                                  | 9 kwietnia 2025                                | 16 września 2025 |
| Max zwraca się o pomoc do swojego dawnego dyrektora - niegdyś częstego celu żartów chłopaka - aby poradzić sobie z tajemniczym szkolnym dowcipnisiem, jednak zawodzi i rezygnuje z misji.                                                                     |                                                               |                  |                                                |                                                |                  |
| 13 | Cały ten Steve From Dust Till Dawn                            | Phill Lewis      | Jed Spingarn                                   | 16 kwietnia 2025                               | 17 września 2025 |
| Chloe nie radzi sobie z przywództwem, lecz gdy złoczyńca atakuje szkolną wycieczkę, Phoebe i Max powierzają jej dowodzenie. Muszą pokonać złoczyńcę i rozbroić jego niebezpieczną broń.                                                                       |                                                               |                  |                                                |                                                |                  |
| 14 | Lato tajemnic Summer of Secrets                               | Victor Gonzalez  | Hannah Suria                                   | 17 lipca 2025                                  | 18 września 2025 |
| 15 | Wiem, co robiliście tego lata I Know What You Did This Summer | Victor Gonzalez  | Nora Sullivan                                  | 17 lipca 2025                                  | 19 września 2025 |
| 16 | Ludzie, zmniejszyłem Gidka The Summer I Turned Giddy          | Wendy Faraone    | Scott Taylor, Wesley Jermaine Johnson          | 24 lipca 2025                                  | 22 września 2025 |
| 17 | Kto chce być złolem A Midsummer Night's Scheme                | Wendy Faraone    | Dan Serafin                                    | 24 lipca 2025                                  | 23 września 2025 |
| 18 | Okrutne lato Cruel Summer                                     | Wendy Faraone    | Jed Spigarn                                    | 31 lipca 2025                                  | 24 września 2025 |
| 19 | Lato bez końca Endless Summer                                 | Wendy Faraone    | Sean W. Cunningham, Marc Dworkin               | 31 lipca 2025                                  | 25 września 2025 |
| Max decyduje się udawać, że znowu przeszedł na złą stronę, by wniknąć w szeregi popleczników Megamózgu i zdobyć urządzenie, które wcześniej uczyniło go złym.                                                                                                 |                                                               |                  |                                                |                                                |                  |
| 20 | - Love Is in the Lair                                         | bd.              | Jed Spingarn                                   | bd.                                            | bd.              |
| 21 | - The Mastermind Unmasked                                     | bd.              | Hannah Suria                                   | bd.                                            | bd.              |
| 22 | - The Max of Life                                             | bd.              | Christy Stratton                               | bd.                                            | bd.              |

## Produkcja
Po sukcesie filmu telewizyjnego Powrót Grzmotomocnych, 16 maja 2024 roku Nickelodeon zapowiedziało produkcję nowego spin-offu na bazie kultowego serialu Grzmotomocni. Miał on być dostępny do oglądania zarówno na Nickelodeon, jak i na platformie Paramount+. Produkcja rozpoczęła się w sierpniu 2024 roku w Vancouverze. Do pierwszego sezonu przez 16 tygodni zostało nagrane 26 odcinków. Oficjalny zwiastun został udostępniony przez Nickelodeon 19 grudnia 2024 roku. Światowa premiera odbyła się na tym kanale miesiąc później, 22 stycznia.